# Elecciones generales de Italia de 1929
Las elecciones generales se celebraron en el Reino de Italia el 24 de marzo de 1929. En ese momento, el país era un Estado de partido único con el Partido Nacional Fascista (PNF) como el único partido permitido legalmente.
A raíz de una reforma parlamentaria promulgada en 1928 por la Cámara de Diputados y el Senado, las elecciones se celebraron en forma de referéndum, con el Gran Consejo del Fascismo convertido en un Órgano estatal, se permitió componer una lista de un solo partido para ser aprobado o rechazado por los votantes. La lista presentada fue finalmente aprobada por el 98,43% de los votantes.

## Sistema electoral
El sufragio masculino universal, que era legal desde 1912, se limitaba a los hombres que eran miembros de un sindicato o de una asociación, a soldados y miembros del clero. En consecuencia, sólo 9,5 millones de personas pudieron votar.
La elección tuvo lugar en forma de plebiscito; los votantes podrían votar "Sí" o "No" para aprobar la lista de diputados designados por el Gran Consejo del Fascismo. El votante estaba equipado con dos hojas de igual tamaño, blancas en el exterior, en el interior con las palabras "¿Aprueba la lista de miembros nombrados por el Gran Consejo Nacional del Fascismo?"; el papel electoral con el "Sí" también fue acompañado por el tricolor italiano y un fasces, el "No" era sólo un papel blanco sin ningún símbolo.
El votante debía votar en el momento de recoger ambas tarjetas; dentro de la cabina de votación había una primera urna donde el votante dejaba la carta descartada y luego la entregaba a los escrutadores, para que se asegurasen de que estaba "cuidadosamente sellada". Este proceso no aseguró que la votación fuera realmente secreta.
Además, si el "No" ganaba, la elección tenía que ser repetida, con la admisión de otras listas electorales.

## Contexto histórico
La elección anterior fue sucesivamente impactada por el asesinato del líder socialista Giacomo Matteotti, quien había solicitado que se anularan las elecciones por las irregularidades; esto provocó una crisis momentánea en el gobierno de Mussolini. Mussolini ordenó un encubrimiento, pero los testigos vieron el automóvil que transportaba el cuerpo de Matteotti estacionado afuera de la residencia de Matteotti, lo que vinculaba a Amerigo Dumini con el asesinato.
Mussolini confesó más tarde que unos pocos hombres decididos podrían haber alterado la opinión pública y haber iniciado un golpe de Estado que hubiera barrido al fascismo. Dumini fue encarcelado durante dos años. En su liberación, Dumini supuestamente les dijo a otras personas que Mussolini era responsable, por lo que cumplió más tiempo en prisión.
Los partidos de oposición respondieron débilmente o en general no respondieron. Muchos de los socialistas, liberales y moderados boicotearon el Parlamento en la "Secesión Aventina", con la esperanza de obligar a Víctor Manuel a despedir a Mussolini. 
El 31 de diciembre de 1924, los cónsules del MVSN se reunieron con Mussolini y le dieron un ultimátum: aplastar a la oposición o lo harían sin él. Temiendo una revuelta de sus propios militantes, Mussolini decidió deshacerse de todas las trampas de la democracia. El 3 de enero de 1925, Mussolini pronunció un discurso truculento ante la Cámara en el que asumió la responsabilidad de la violencia de los escuadristas (aunque no mencionó el asesinato de Matteotti).
Entre 1925 y 1927, Mussolini desmanteló progresivamente prácticamente todas las restricciones constitucionales y convencionales a su poder, construyendo así un Estado policial. Una ley aprobada en la víspera de Navidad de 1925 cambió el título formal de Mussolini de "Presidente del Consejo de Ministros" a "Jefe del gobierno" (aunque la mayoría de los medios no italianos todavía lo llamaban "Primer Ministro"). Ya no era responsable ante el Parlamento y solo podía ser destituido por el rey. Si bien la constitución italiana establecía que los ministros solo eran responsables ante el soberano, en la práctica se había vuelto casi imposible gobernar contra la voluntad expresa del Parlamento. La ley de Nochebuena puso fin a esta práctica y también convirtió a Mussolini en la única persona competente para determinar la agenda del organismo. Esta ley transformó el gobierno de Mussolini en una dictadura legal de facto. Se abolió la autonomía local y los podestàs nombrados por el Senado italiano sustituyeron a los alcaldes y concejos electos.
En 1926, Anteo Zamboni, de 15 años, intentó disparar contra Mussolini en Bolonia. Esto llevó a Mussolini a declarar formalmente al PNF como el único partido legalmente autorizado, aunque Italia había sido efectivamente un Estado de partido único desde 1925.

## Resultados
|                                    |                                    |           |       |         |      |
| Elección                           | Elección                           | Votos     | %     | Escaños | +/−  |
|                                    | Partido Nacional Fascista          | 8.517.838 | 98,43 | 400     | +26  |
|                                    | En contra                          | 135.773   | 1,57  | 0       | −161 |
| Votos inválidos/en blanco          | Votos inválidos/en blanco          | 8.209     | –     | –       | –    |
| Total                              | Total                              | 8.661.820 | 100   | 400     | −135 |
| Votantes registrados/participación | Votantes registrados/participación | 9.638.859 | 89,86 | –       | –    |
| Fuente: Democracia Directa         |                                    |           |       |         |      |

| \| Voto popular \| Voto popular \| Voto popular \| Voto popular \| Voto popular \| \| ------------ \| ------------ \| ------------ \| ------------ \| ------------ \| \| \| \| \| \| \| \| PNF \| PNF \| \| 98.43 % \| 98.43 % \| \| En contra \| En contra \| \| 1.57 % \| 1.57 % \| |           |  |         |         |
| Voto popular |           |  |         |         |
| |           |  |         |         |
| PNF | PNF       |  | 98.43 % | 98.43 % |
| En contra | En contra |  | 1.57 %  | 1.57 %  |